# 2-Brom-1,3-indandion
2-Brom-1,3-indandion ist eine chemische Verbindung, die sowohl zu den Diketonen als auch zu den Halogenaromaten gehört.

## Darstellung
2-Brom-1,3-indandion kann durch Bromierung von 1,3-Indandion mit Brom durchgeführt werden. Die Reaktion verläuft über die Enol-Form des Indandions.

## Eigenschaften
Im 1,3-Indandion-Molekül liegt eine Keto-Enol-Tautomerie vor. Über diese Enol-Form kann ein weiteres Bromatom in die Verbindung eingeführt werden, es entsteht 2,2-Dibrom-1,3-indandion.
Wird 2-Brom-1,3-indandion mit Kaliumiodid und Salzsäure behandelt, so wird das Bromatom abgespalten, es entsteht elementares Iod und 1,3-Indandion.
Die Reduktion von 2-Brom-1,3-indandion nach Clemmensen mit amalgamiertem Zink in Salzsäure führt zum 2-Bromindan. Als Nebenprodukt entsteht 2-Brominden.